# Ann Turkel
Ann Turkel (ur. 16 lipca 1946 w Nowym Jorku) – amerykańska aktorka filmowa i telewizyjna.

## Filmografia
seriale
- 1975: Matt Helm jako Maggie Gantry
- 1982: Matt Houston jako Maureen
- 1984: Napisała: Morderstwo jako Barbara Bennington
- 1986: Worlds Beyond
- 1994: RoboCop jako Louise

film
- 1974: Trup w 99.44% jako Buffy
- 1980: Humanoidy z głębiny jako Dr. Susan Drake
- 1987: Otchłań kosmosu jako Carla Sandborn
- 2006: Deja Vu jako Technik

## Nagrody i nominacje
Za rolę Buffy w filmie Trup w 99.44% została nominowana do nagrody Złotego Globu.